# Isometrus maculatus
Espèce
Synonymes
- Scorpio maculatus DeGeer, 1778
- Scorpio dentatus Herbst, 1800
- Buthus filum Ehrenberg, 1828
- Tityus aethiops C. L. Koch, 1844
- Tityus longimanus C. L. Koch, 1844
- Lychas americanus C. L. Koch, 1845
- Lychas paraensis C. L. Koch, 1845
- Scorpio gabonensis Lucas, 1858
- Scorpio guineensis Lucas, 1858
- Lychas mabillianus Rochebrune, 1884
- Isometrus europaeus quinquefasciatus Franganillo, 1931
- Isometrus madagassus Roewer, 1943

Isometrus maculatus est une espèce de scorpions de la famille des Buthidae.

## Distribution
Cette espèce est pantropicale par introduction. Elle semble originaire d'Asie du Sud. Elle a été observée :
- en Inde, au Sri Lanka, aux Maldives, au Pakistan, en Chine, en Birmanie, en Thaïlande, au Cambodge, au Laos, au Viêt Nam, en Malaisie, en Indonésie, aux Philippines et en Syrie ;
- au Soudan, au Éthiopie, en Somalie, au Kenya, en Tanzanie, aux Seychelles, à Madagascar, à Maurice, à la Réunion au Mozambique, en Angola, au Botswana, en Congo-Kinshasa, au Congo-Brazzaville, au Gabon, au Cameroun, à Sao Tomé-et-Principe au Nigeria, au Togo, en Sierra Leone, en Guinée, en Guinée-Bissau, au Sénégal, au Cap-Vert et à Sainte-Hélène ;
- en Espagne ;
- aux États-Unis en Floride, au Mexique, aux Antilles, au Costa Rica, en Colombie, au Venezuela, au Suriname, en Guyane, au Brésil, en Pérou et au Chili ;
- à l'Île de Pâques, en Polynésie française, au Hawaï, aux Îles Marshall, aux Palaos, aux Kiribati, aux Îles Salomon, en Papouasie-Nouvelle-Guinée et en Australie.

## Description

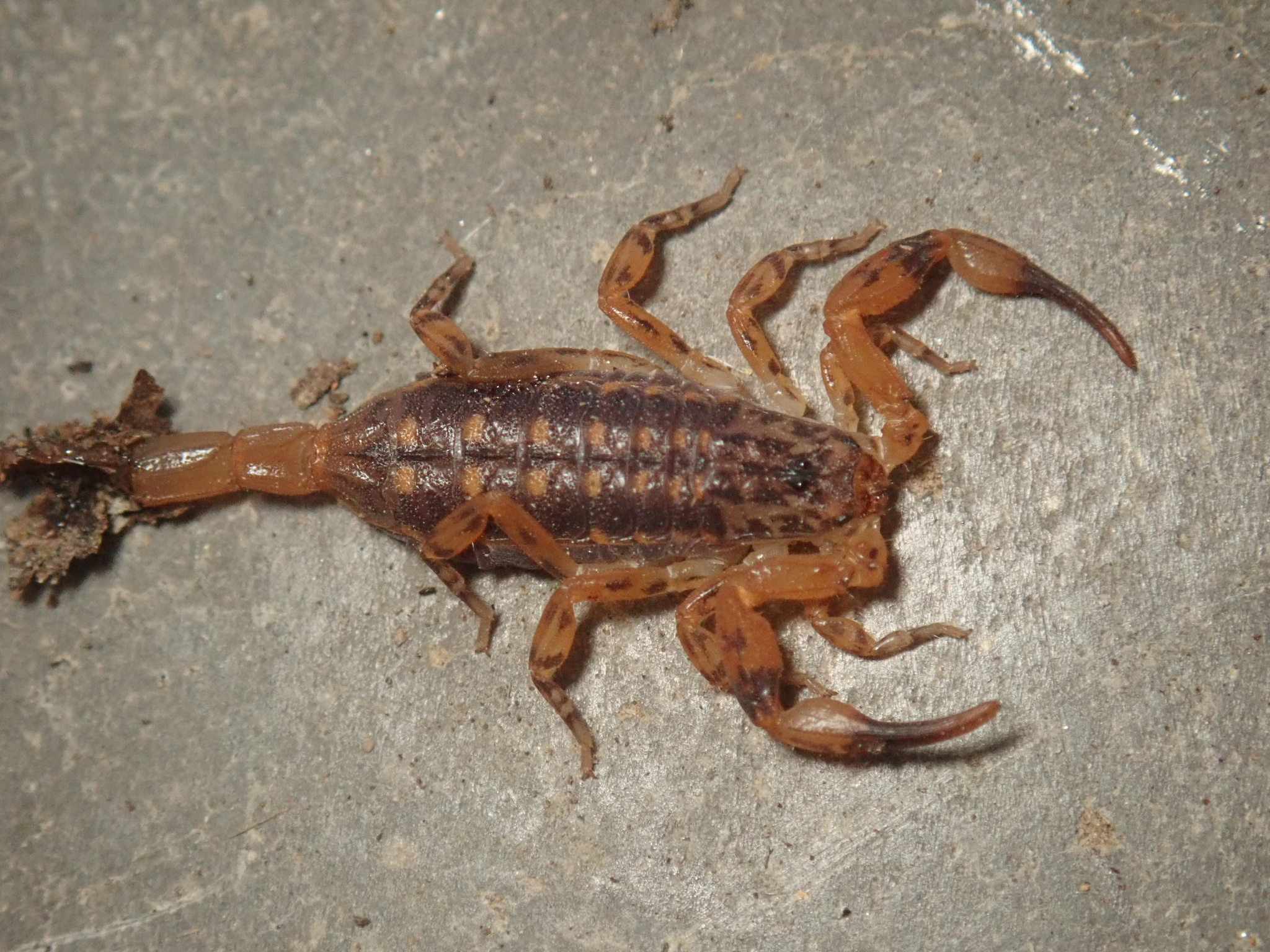
Isometrus maculatus

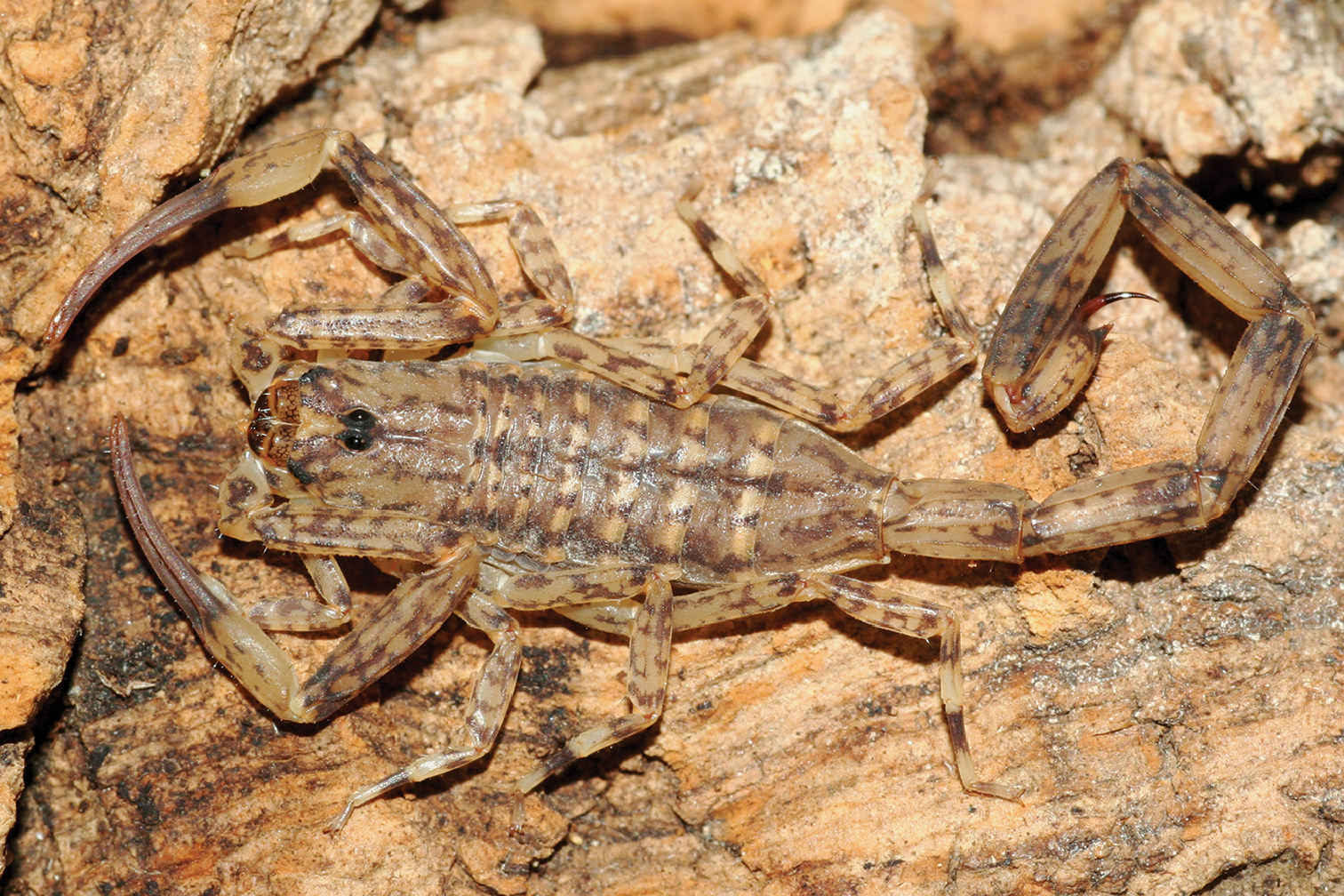
Isometrus maculatus

Isometrus maculatus mesure de 30 à 75 mm,.
Le mâle est long et mince, la femelle est ronde et moins grande.
La gestation de ce scorpion dure environ 3 mois et peu engendrer de 20 à 30 petits. Les petits passent une à deux semaines sur le dos de leur mère qui les nourrit, quand ils atteignent environ 1 cm ils descendent de leur mère et son indépendants, se nourrissant de la même façon que leurs parents.
Son venin n'est pas dangereux, mais provoque une douleur assez intense pendant 15 à 30 minutes.
Ce scorpion est très sociable et ne pratique pas le cannibalisme . Il est en grande partie nocturne, il se nourrit d'insectes.

## Publication originale
- De Geer, 1778 : Mémoires pour servir à l'histoire des Insectes: bibliothèque du muséum d'histoire naturelle cinquième mémoire. Des scorpions et fauxscorpions. Stockholm, vol. 7, p. 325-350.